# Louis Paravey
Louis Paravey   (Le Havre, 14 de març de 1850 - 1915) fou un cantant d'òpera francès.
Dotat d'una excel·lent veu de baix, actuà en els teatres d'Anvers, Bordeus, París i Brussel·les, i el 1882 fou nomenat director del teatre de l'òpera del Caire. De 1888 a 1891 dirigí l'Opera Còmica de París, a partir d'aquí es perd tota informació vers Paravey.